# José Manuel Megre
José Manuel Megre é um piloto de  todo-o-terreno, primo do conhecido José Megre piloto e organizador de eventos de todo-o-terreno, que participou no Rali Dakar de 1995.
Megre, em Yamaha, foi um dos 4 motociclistas portugueses que, em 1995, alinharam à partida do Granada-Dakar. Uma queda, ao 3º dia, em Marrocos, fê-lo perder a consciência por cerca de 15 minutos, durante os quais alguém accionou a sua balise de emergência, ficando assim de imediato, segundo o regulamento, fora de prova. 